# 愛仁輪事件

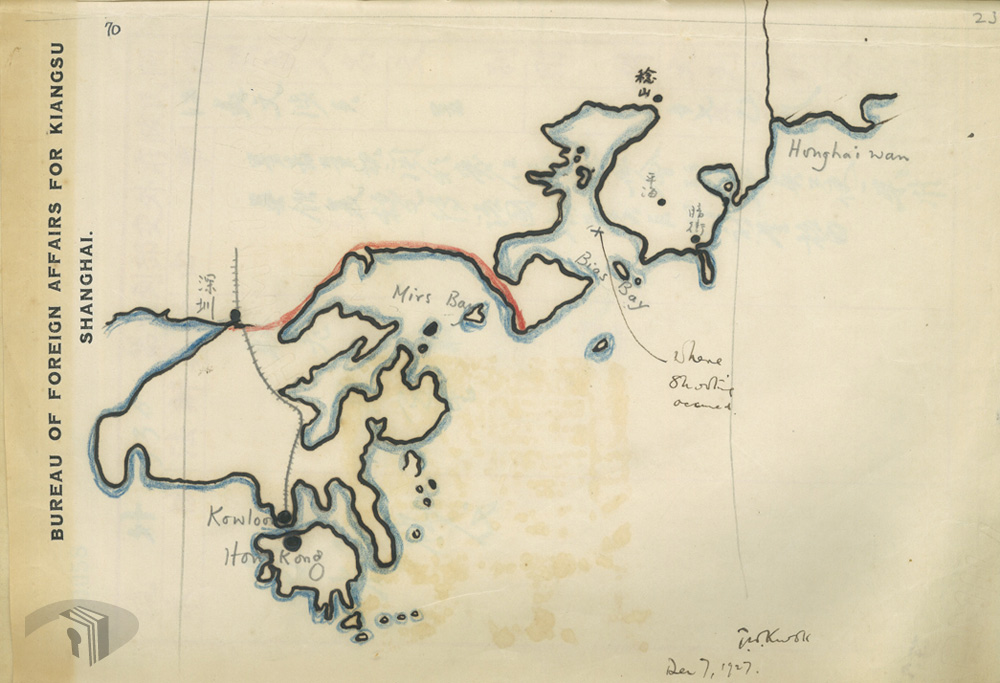
愛仁輪事件發生位置

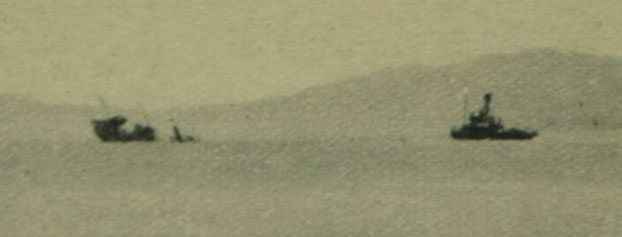
愛仁輪沉沒中

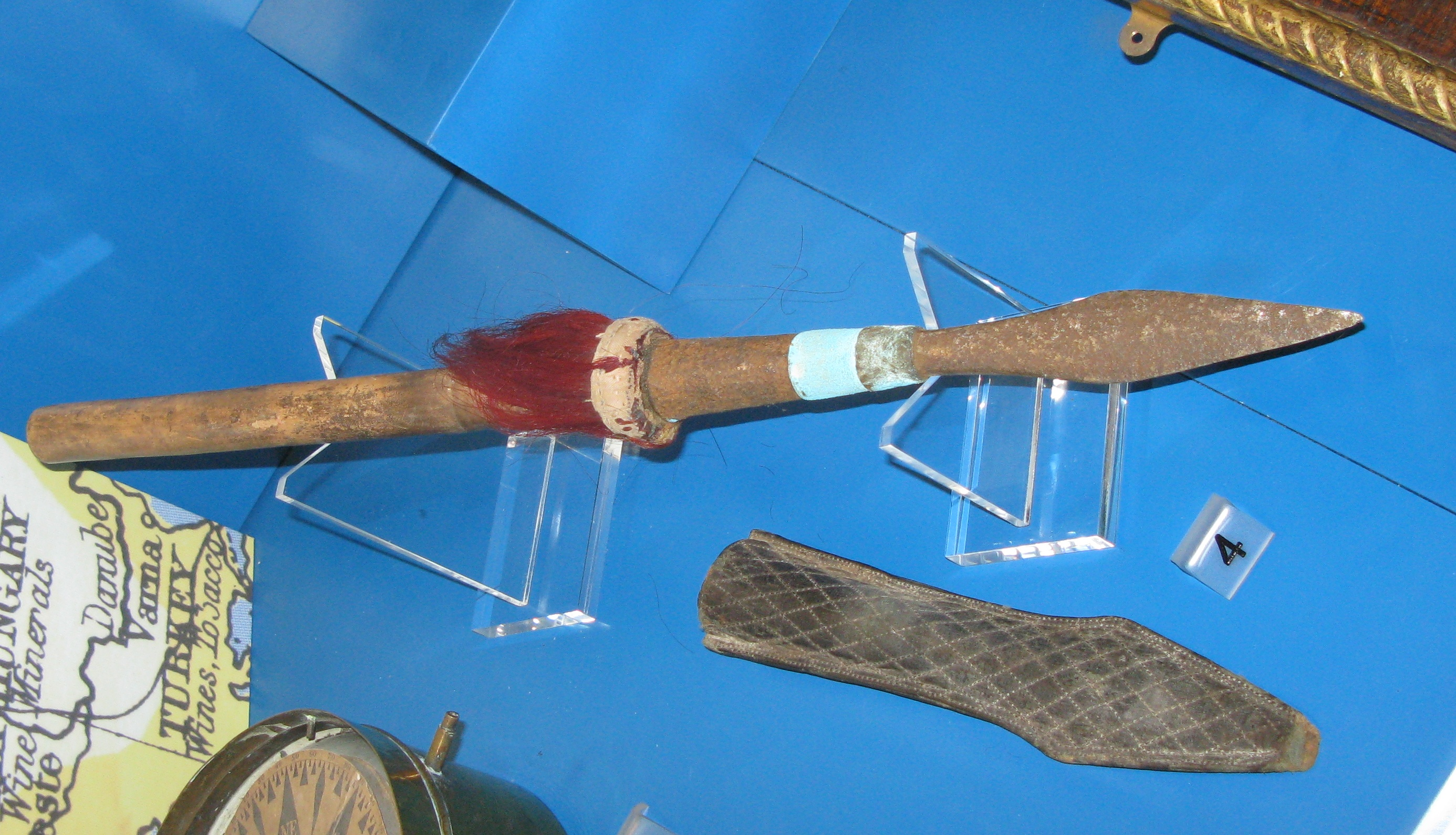
案中海盜所用的矛

愛仁輪事件是1927年英國潛艇在廣東大亞灣砲擊遭海盜挾持的愛仁輪，導致其沉沒的事件。

## 事件經過
愛仁輪是輪船招商局的客貨輪，行走上海至廈門一帶。1927年10月，愛仁輪被假扮乘客的海盜劫持，劫往廣東大亞灣水域時被巡邏的英國皇家海軍潛艇L4號及L5號攔截。被劫的愛仁輪無視英軍潛艇的警告射擊，繼續靠岸準備劫走貨物與人質。愛仁輪上的海盜向潛艇開槍射擊，英軍遂向愛仁輪發炮，愛仁輪起火。其後多艘英國軍艦駛到展開救援，英艦向愛仁輪射水救火，造成愛仁輪入水過多沉沒。事件中241人獲救，24人死亡，17名海盜被捕，並在香港被判處絞刑。

## 事後
中華民國外交部和輪船招商局先後向英方交涉，要求賠償 ，皆告失敗。L4號潛艦艦長獲頒英國傑出服務十字勳章。

## 外部連結
- 愛仁輪事件爭議始末，國家發展委員會檔案管理局網站
- 應俊豪. . . 政大出版社. 2016-12-01  [2018-02-26]. ISBN 9789866475931. （原始内容存档于2018-02-27）.